# Поля Кастилии
«Поля Кастилии» (исп. Campos de Castilla; первый вариант названия — «Земля Кастилии») — сборник стихов испанского поэма Антонио Мачадо, опубликованный в 1912 году и позже включённый автором в «Полное собрание стихотворений». В него вошли 54 стихотворения и поэма «Земля Альваргонсалеса».
В книге преобладают «пейзажные зарисовки и психологические переживания, связанные с темами любви и одиночества». Она имела большой успех у читателей и была одобрительно встречена критиками. Мигель де Унамуно написал хвалебную рецензию в La Nación (Буэнос-Айрес), Асорин — рецензию в ABC (Мадрид). Мачадо позже существенно расширил сборник, увеличив количество стихотворений до 123.